# 魔寵
《魔寵》（The Familiars）是一部由亞當·傑·艾普斯坦（Adam Jay Epstein）和安德魯·傑考伯森（Andrew Jacobson）撰寫的奇幻文學和動物小說，目前整部小說都已出版完畢。魔寵一書主要在敘述三隻動物——樹蛙吉伯特（Gilbert）、藍堅鳥斯凱拉（Skylar）和黑貓艾德溫（Aldwyn）與牠們的人類夥伴——瑪莉安（Marianne）、達頓（Dalton）和傑克（Jack）的冒險故事。

## 書中名詞介紹
魔寵
在巫師界，每個巫師都要挑選一隻魔寵：一隻擁有魔法的動物同伴。魔寵和巫師主人一起學習、一起奮戰……遇到緊要關頭時，還要挺身而出保護主人。
魔寵和普通動物差別不大，但有些會顯現出些許特徵（兩條尾巴的狐猴、長角的老鼠）。
魔寵專賣店
看似平凡的寵物店，但裡面裝的卻是魔寵。滿十一歲的年輕巫師可到這裡選擇自己的魔寵。

## 外部連結
- 官方網站 （页面存档备份，存于）